# TVEL

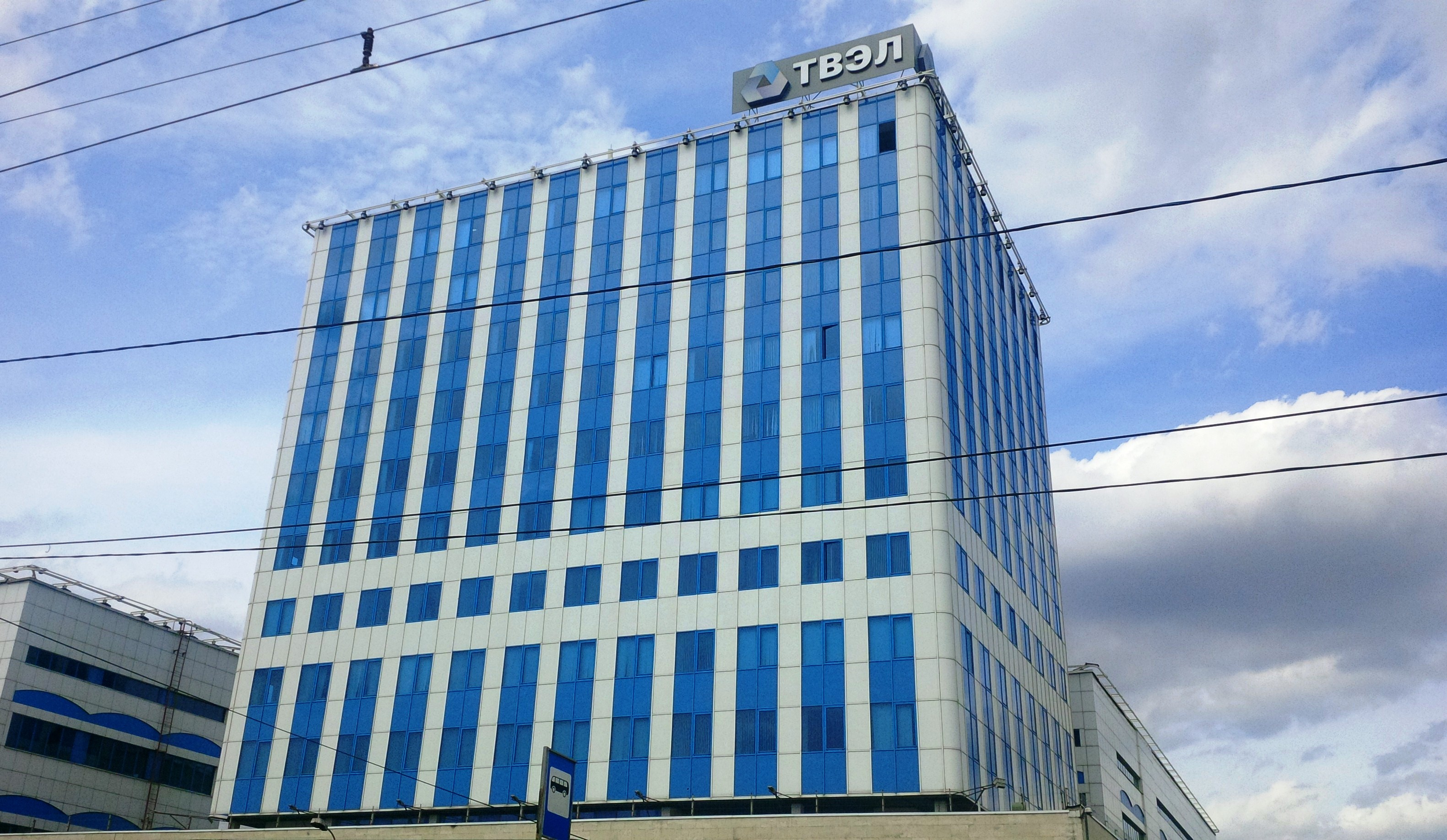
Siège de TVEL à Moscou.

La société TVEL est une compagnie russe travaillant sur le cycle du combustible nucléaire qui a son siège à Moscou et qui fait partie du consortium Atomenergoprom. Son nom, TVEL (ТВЭЛ) est un sigle russe désignant un élément de combustible nucléaire, aussi appelé crayon combustible.

## Organisation
Le président de TVEL en exercice est Anton Badenkov et le président du conseil d'administration est Sergueï Sobianine.
TVEL travaille principalement dans l'extraction et la production d'uranium.
Ses principales installations regroupent :
- L'usine "Machinostroitelny Zavod" (MSZ) située dans la ville d'Elektrostal (oblast de Moscou),
- L'usine mécanique "Chepetsk Mechanical Plant" située dans la ville de Glazov (république d'Oudmourtie),
- L'usine de concentrés chimiques de Novossibirsk, fondée le 25 septembre 1948 par une résolution du Conseil des ministres de l'URSS.
- Les installations de production minière et chimique de Priargunsky "PGHO" situées à proximité de Krasnokamensk dans l'oblast de Tchita.

TVEL fournit du combustible pour les 34 tranches nucléaires russes, ainsi que des centrales de la République tchèque, de Slovaquie, de Bulgarie, de Hongrie, d'Ukraine, d'Arménie, de Lituanie, de Finlande, de Chine, de Pologne et d'Argentine. 
En 2011, l'Ukraine est le client le plus important de TVEL et représente 54,9 % de ses exportations. .
En 2015, TVEL fournit 78 réacteurs de puissance et 30 réacteurs de recherche en combustible.